# Laredo (Texas)
Pour les articles homonymes, voir Laredo.
Laredo (en anglais [ləˈreɪdoʊ]) est une ville des États-Unis, dans l'État du Texas, qui se trouve au bord du Río Grande, à la frontière du Mexique.
Établie par quelques familles de colons espagnols en 1755, elle reste fortement composée et influencée par la culture hispano-mexicaine. Laredo est le plus grand port de commerce entre les deux pays et de ce fait voit un grand trafic routier et ferroviaire traverser ses grands axes. La ville est en forte croissance, on y voit toujours plus d'opportunités et de commerces s'y ouvrir. Elle bénéficie également de l'ouverture et de l'apport de son université Texas A&M University (TAMIU).
Sa population est d'environ 200 000 habitants et elle se réclame d'être la seule ville qui vit le gouvernement de sept drapeaux différents : France, Espagne, Mexique, république du Río Grande, Texas, État des Confédérés, États-Unis. Son centre-ville est la vieille ville, dont la pièce centrale est la cathédrale San Augustin (en), le saint de Laredo.

## Histoire
Villa de San Agustin de Laredo est fondée en 1755 par Don Tomás Sánchez alors que la région fait partie de la province de la Nouvelle-Santander, dépendant de la colonie espagnole de la Nouvelle-Espagne. Laredo doit son nom à la ville de Laredo, Cantabrie, Espagne et son titre honorifique à Saint Augustin d'Hippone. En 1840, Laredo est la capitale de l'éphémère république du Río Grande, fondée pour s'opposer à Antonio López de Santa Anna. L'intervention militaire de l'armée mexicaine a raison de cette république. En 1846, durant la guerre mexico-américaine, la ville est occupée par les Texas Rangers. Après la guerre, le traité de Guadalupe Hidalgo cède la ville aux États-Unis. Un référendum a lieu dans la ville, et la population se prononce contre le gouvernement militaire responsable de la région et pour un retour de la ville au Mexique. La pétition est rejetée par les autorités et le gros de la population traverse le Rio Grande pour fonder la ville jumelle de Nuevo Laredo au Mexique. En 2005, la ville célèbre le 250e anniversaire de sa fondation.

## Géographie

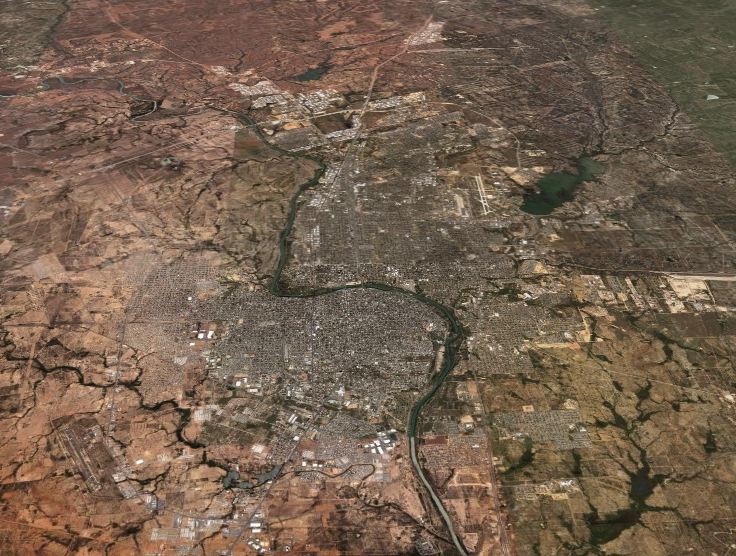
Les villes jumelles de Laredo (Texas) à droite et Nuevo Laredo (Mexique) à gauche, traversées par le Rio Grande.

Laredo est situé à l'extrémité occidentale des plaines du Rio Grande et au sud du plateau d'Edwards. À l'est se trouvent les plaines côtières et à l'ouest les montagnes mexicaines. Le relief consiste en des terrains plats et quelques collines. La couverture végétale est faite d'herbes de la prairie, de chênes et de mesquites.
Laredo a sa sœur jumelle de l'autre côté du Río Grande, donc mexicaine, appelée Nuevo Laredo, plus grande, mais plus pauvre et connue pour ses problèmes de violence et de trafic de drogues. Cependant, c'est une bonne occasion pour faire un peu de shopping de l'autre côté de la frontière ou à Laredo même, entre les petits magasins du centre-ville ou un des plus grands centres commerciaux du Texas du Sud, le Mall del Norte.
Les grandes métropoles les plus proches : San Antonio au nord et Monterrey au sud (Mexique) ; toutes deux sont approximativement à 3 heures chacune de Laredo.

## Climat
Laredo bénéficie d'un climat de transition entre le climat aride du désert de Chihuahua et le climat subtropical humide du littoral texan. Son climat est affecté par la présence à l'ouest de la Sierra Madre Orientale et à l'est du golfe du Mexique. Les montagnes mexicaines font obstacle à l'humidité en provenance du Pacifique. La ville connaît de longues périodes de forte chaleur que viennent interrompre de brusques orages et de violentes tornades. Les hivers sont assez frais pour une ville du Texas et des chutes de neige peuvent se produire.
| Mois                              | jan. | fév. | mars | avril | mai  | juin | jui. | août | sep. | oct. | nov. | déc. | année |
| --------------------------------- | ---- | ---- | ---- | ----- | ---- | ---- | ---- | ---- | ---- | ---- | ---- | ---- | ----- |
| Température minimale moyenne (°C) | 6,5  | 9    | 13,3 | 17    | 21,1 | 23,4 | 24,1 | 23,9 | 21,8 | 17,4 | 11,9 | 7,4  | 16,4  |
| Température maximale moyenne (°C) | 19,7 | 22,8 | 27,6 | 31,9  | 35,1 | 37,6 | 38,7 | 38,2 | 35   | 30,4 | 24,8 | 20,3 | 30,2  |
| Précipitations (mm)               | 19   | 24   | 23   | 39    | 69   | 75   | 45   | 61   | 69   | 69   | 29   | 22   | 536   |